# Göran Franzén
Lars Göran Franzén, född 18 juli 1938 i Helsingborgs Maria församling i Malmöhus län, död 19 november 2021 i Viksjö distrikt i Stockholms län, var en svensk ingenjör.

## Biografi
Franzén avlade civilingenjörsexamen i teknisk fysik vid Tekniska högskolan i Stockholm, varefter han avlade teknologie licentiat-examen i matematisk fysik och matematik där 1966. Han var operationsanalytiker vid Försvarets forskningsanstalt (FOA) 1966–1967, chef för Operationsanalysavdelningen vid Arméstaben 1967–1971 och chef för Operationsanalysavdelningen vid Försvarsstaben 1971–1972. Åren 1972–1980 var han överingenjör och chef för Institutionen för operationsanalys vid FOA samt därpå tillförordnad chef för Huvudavdelningen för försvarsanalys 1978–1980 och ordinarie chef 1980–1994 (dock tjänstledig från 1989). Han var verksam som enskild utredare inom forskning och utveckling av totalförsvaret 1991–1992 och var sakkunnig i Huvudenheten för säkerhetspolitiska och internationella frågor vid Försvarsdepartementet 1992–1995. Franzén var huvudsekreterare i Försvarsberedningen 1995–1999 och särskild utredare av försvarets materielförsörjning 2000–2001.
Göran Franzén invaldes 1981 som ledamot av Kungliga Krigsvetenskapsakademien.